# استكشاف الفضاء العميق

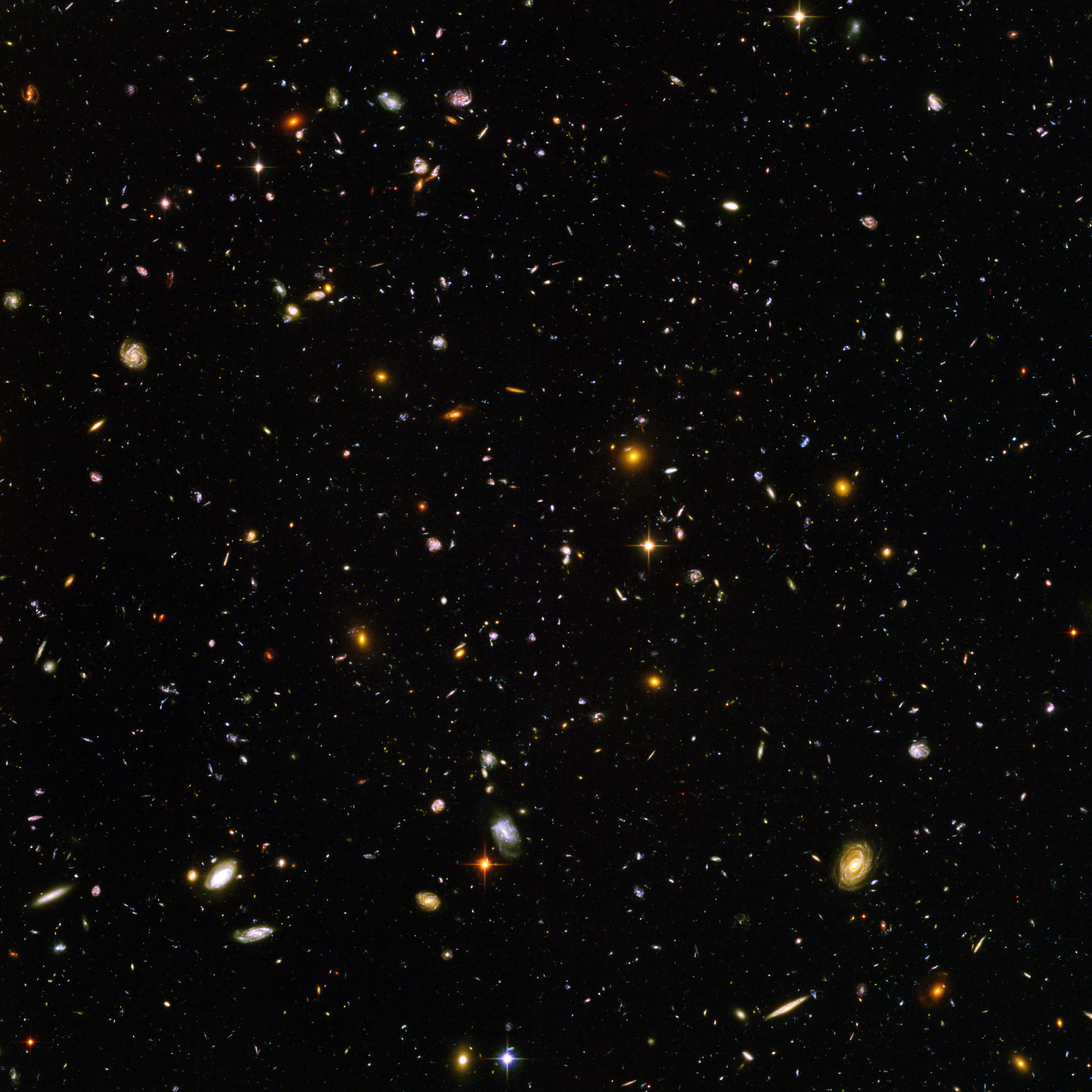
تتضمن هذه الصورة عالية الدقة المجرات من مختلف الأعمار والأحجام والأشكال والألوان. اقل المجرات احمراراً، هي أكثر المجرات بعداً والتي تم تصويرها بواسطة التلسكوب البصري.

استكشاف الفضاء العميق هو فرع من فروع علم الفلك والملاحة الفضائية وتكنولوجيا الفضاء والذي يهتم باستكشاف المناطق البعيدة من الفضاء الخارجي.
يتم إجراء الاستكشاف المادي للفضاء من خلال رحلات الفضاء المأهولة والمركبات الفضائية الآلية أيضاً.
في الوقت الحالي وصلت مهمة فوياجر 1  التي أعلن عنها في 5 ديسمبر 2011، بالوصول للنطاق الأكثر بعداً عن الأرض في تاريخ الجنس البشري ووصل إلى الحافة الخارجية للنظام الشمسي ودخلت حيزًا بين النجوم في 25 أغسطس 2012.
استكشاف الفضاء السحيق أبعد من تلك المسافة فوق قدرة هذه السفينة لذا هو غير ممكن بعد بسبب القيود التي تفرض نفسها من محركات الفضاء المتاحة لدينا.
وأفضل المرشحين لتقنيات محركات مركبات الفضاء في المستقبل تشمل استخدام المادة المضادة والطاقة النووية ونظام الدفع (الدفع بالطاقة الشعاعية).
ويبدو أن هذا الأخير هو أفضل مرشح لاستكشاف الفضاء السحيق حاليًا لأنه يستخدم الفيزياء المعروفة والتكنولوجيا المعروفة والتي يتم تطويرها لأغراض أخرى.

## البحوث الحالية
في عام 2012، أعلنت وكالة مشاريع الأبحاث المتقدمة في وزارة الدفاع عن منح مبلغ 500 ألف دولار لرائدة الفضاء السابقة ماي جيمسون لتمويل مشروع بهدف إرسال رواد فضاء المستقبل إلى النظام الشمسي.
تهدف جيمسون لزيادة الاهتمام العام بمشاريع استكشاف الفضاء السحيق المستقبلية... وبعد منح المبلغ إلى جيمسون، عقدت ندوة بعنوان
«100YearStarship» في هيوستن- تكساس لمناقشة السفر بين النجوم.
تشمل المواضيع التي تمت مناقشتها «حلول لمشكلة المسافات الهائلة، وعلوم الحياة في استكشاف الفضاء، والوجهات والتمويل، صنع حضارة بين النجوم، وتكنولوجيات الفضاء ودورها في الحياة على الأرض».
البحث في الفضاء السحيق مستمر ومتطور بسرعة.
في 2011م أعلنت ناسا عن نيتها استثمار الأموال لتطوير ثلاثة تقنيات حيوية لاستكشاف الفضاء السحيق.
تشمل هذه التقنيات «والتي لا بد من امتلاكها» ساعة ذرية في الفضاء السحيق، وملاحة كبيرة في النظام الشمسي ونظام اتصالات ليزري أكثر تطوراً لتحسين الاتصال والملاحة والدفع في المهام المستقبلية.
في يونيو 2013 أعلنت وكالة ناسا عن اختيار ثمانية رواد فضاء أمريكيين سيبدأون التدريبات للقيام بمهام الفضاء السحيق المستقبلية بعيداً عن مدار الأرض المنخفض.
تعتزم ناسا أن يقوم رواد الفضاء الثمانية هؤلاء بالتدريب من أجل استكشاف المريخ أو الكويكبات المختلفة في المستقبل.
من المقرر مبدئيًا إطلاق المرصد المسمى (SAFIR) في 2015 للأشعة تحت الحمراء على نطاق بعيد وهو تلسكوب فضائي على أمل استكشاف «تكوين النجوم والمجرات الأولى» في الفضاء السحيق.
سيكون التلسكوب أكثرحساسية بـألف مرة من تلسكوبي سبيتزر الفضائي ومرصد هيرشل للفضاء.
وتأمل ناسا استخدام SAFIR للتعرف والتعلم أكثر حول الثقوب السوداء، وتاريخ تشكل وتطور المجرات، وتشكل الأنظمة النجمية في أبعد مسافة ممكنة في الفضاء.

## روابط خارجية
- Human Space Flight at NASA.gov
- Solar System Exploration at NASA.gov